# Carcinoma de cèl·lules petites
El carcinoma de cèl·lules petites (sovint en la seva forma histològica de carcinoma de cèl·lules en gra de civada, o oat-cell carcinoma) és un tipus de càncer que afecta principalment al pulmó (llavors s'anomena càncer de pulmó de cèl·lules petites o carcinoma microcític pulmonar), tot i que amb una freqüència molt menor apareix també en altres parts del cos, com ara el coll uterí, els ronyons, la pròstata, els pits, els ovaris, la bufeta urinària, la cavitat oral, la glàndula paròtide, la nasofaringe, la hipofaringe, el fetge o el tracte digestiu. Els carcinomes de cèl·lules petites extrapulmonars es veuen sobretot al sistema genitourinari (35%), al sistema gastrointestinal (29%) i als òrgans ginecològics (17%). Els originats en la pròstata amb freqüència es detecten quan ja han metastatitzat i poden mostrar uns trets histopatològics força atípics. Una presentació extrapulmonar infreqüent és el carcinoma de cèl·lules petites confinat als ganglis limfàtics. El carcinoma microcític d'esòfag és una neoplàsia singular, molt agressiva i que genera metàstasis amb gran facilitat. Tant els carcinomes primaris de cèl·lules petites apendiculars com els cutanis, els laringis, els ureterals els vaginals, els pancreàtics o els sinonasals són entitats clíniques que s'han descrit poquíssimes vegades. La coexistència sincrònica d'un carcinoma vesical microcític pur i un adenocarcinoma prostàtic és del tot excepcional.
Un 14-15% de tots els càncers pulmonars són carcinomes de pulmó de cèl·lules petites (CPCP). El CPCP és una de les neoplàsies malignes més distintives en el camp oncològic pels seus trets genètics particulars, les seves característiques clíniques i la resposta que té a la quimioteràpia específica. Està fortament associat amb el tabaquisme i és globalment la sisena causa més comuna de mort per càncer. Un altre factor de risc implicat en la gènesi del CPCP és l'exposició residencial al gas radó. Cal esmentar el fet que, ocasionalment, aquest càncer apareix en persones no fumadores. Per una altra banda, és el tipus histològic de CP que es veu amb major freqüència en fumadors passius. El nombre de translocacions involucrades en l'oncogènesi del CPCP supera el centenar. La seva prevalença estimada és de 1/20.000 individus i es diagnostica predominantment en persones de mitjana edat (entre 27 i 66 anys). Segons el seu període evolutiu es diferencien dos estadis: limitat (càncer present a un sol hemitòrax i que compromet una única regió del pulmó) i estès (càncer disseminat a altres zones del tòrax o fora d'ell). La classificació histopatològica vigent de l'OMS (2015) contempla dos subtipus de CPCP: pur i combinat. Per considerar-lo combinat, almenys un 10% de la massa tumoral d'un CPCP ha d'estar format per un component de cèl·lules no petites. Els diferents elements cel·lulars presents en aquest subtipus de càncer tenen un perfil mutacional similar, tot i que els seus genotips siguin divergents. Segons diversos estudis, la incidència del subtipus combinat oscil·la entre el 5% i el 28% de tots els CPCPs. La combinació de CPCP amb carcinoma escatós i/o adenocarcinoma és molt poc habitual, L'existència d'un CPCP i un carcinoma de cèl·lules gegants pulmonar combinats és un fet del tot extraordinari.
Des del punt de vista anatomopatològic, la microscòpia òptica del CPCP mostra un patró uniforme de cèl·lules petites i arrodonides, d'escàs citoplasma i un alt índex mitòtic, sovint disposades en forma d'espiral i amb importants canvis necròtics focals. Una troballa histològica pròpia, però no exclusiva, dels carcinomes de cèl·lules petites és el fenomen d'Azzopardi. Consisteix en la presència d'acumulacions d'ADN intensament basòfiles, provinents de cèl·lules tumorals necròtiques, incrustades en les parets de les vènules i que fan que el contorn d'aquests vasos tingui un color blau molt vistós a les preparacions tenyides amb hematoxilina-eosina. Eventualment, pot ser necessari emprar mètodes immunohistoquímics (sinaptofisina, cromogranina A, CD56, factor de transcripció tiroidal-1 i MIB-1) o d'anàlisi biomolecular per distingir els CPCPs d'altres tumors pulmonars d'estirp neuroendocrina. El marcador nuclear INSM1 és molt útil per la diagnosi del CPCP en mostres citològiques. Les mutacions detectades amb major freqüència en aquests carcinomes afecten a les proteïnes RB1 i p53.
Radiològicament, la presència de limfadenopaties mediastíniques o hilars amb desplaçament i compressió de l'arbre traqueobronquial i/o dels grans vasos de la zona és una troballa bastant comuna. Altres signes radiològics que es poden apreciar en els CPCPs són l'existència d'una massa parenquimatosa tumoral relativament ben definida, atelèctasi (col·lapse) lobular i vessament pleural. En quasi una quarta part de tots els CPCPs s'observen calcificacions intratumorals.
El CPCP sorgeix sobretot a les vies aèries centrals del pulmó, s'infiltra per la submucosa i obstrueix la llum bronquial formant una massa que compromet l'hil. Per això, escasses vegades es manifesta amb un tumor de Pancoast i el quadre sindrómic que l'acompanya. Provoca símptomes d'aparició precoç (tos, dispnea, pèrdua de pes i -moltes vegades- pneumònia obstructiva). Poden aparèixer síndromes paraneoplàstiques en el decurs de la seva primera etapa evolutiva o fins i tot abans que el carcinoma sigui diagnosticat. No és inusual que el CPCP vagi acompanyat d'una síndrome de secreció inadequada d'ADH (entre un 15% i un 40% dels malalts) i, en alguns casos, d'una síndrome de Cushing ectòpica (2%-5%) o d'una síndrome miastènica de Lambert-Eaton (3%). De vegades, una encefalitis límbica paraneoplàstica, una anèmia hemolítica microangiopàtica o una síndrome de la cava superior és la primera manifestació d'un CPCP. Rarament es presenta en forma de nòdul pulmonar perifèric. Aquesta presentació del CPCP és la que té millor pronòstic. Una altra presentació primària força insòlita que pot tenir el CPCP és un vessament pleural aïllat sense lesions pulmonars o mediastíniques concomitants.
L'agressivitat d'aquests càncers és alta, creixen amb rapidesa i metastatitzen fàcilment, en especial els que tenen alteracions en els gens LRP1B, MAP3K13, MSH6 i SPEN. Les seves metàstasis es localitzen sobretot a fetge, cervell, os, suprarenals i amb menys freqüència al pulmó contralateral i comporten un pronòstic molt poc favorable. En certs casos és convenient efectuar una irradiació cranial profilàctica per disminuir el risc de desenvolupament de metàstasis cerebrals, evitant al màxim afectar la zona hipocampal amb l'objectiu de minimitzar els efectes secundaris de la radiació sobre les funcions cognitives. La taxa de supervivència a cinc anys dels pacients amb CPCP depèn molt de l'estadi que té el tumor en el moment de ser diagnosticat. Les possibilitats terapèutiques davant els CPCPs avençats són limitades i, ara per ara, la seva prognosi és generalment atziaga. Poques vegades la cirurgia forma part del tractament principal del CPCP, ja que quasi sempre ha envaït els ganglis limfàtics o altres òrgans en el moment del diagnòstic. Són molt rars els casos en els quals aquest càncer es presenta com un únic tumor pulmonar limitat i pot practicar-se la seva resecció quirúrgica, tot i que el risc de recurrència és alt. Una línia de recerca d'especial importància avui dia és el disseny de nous fàrmacs immunoteràpics que actuïn de forma eficaç i segura contra aquest tipus de càncer. El CPCP segueix sent un dels tumors malignes amb major mortalitat i més recalcitrants des del punt de vista oncològic. A diferència del càncer de pulmó de cèl·lules no petites, malgrat els nombrosos assajos clínics realitzats amb un ampli ventall de medicaments immunoteràpics o d'altra naturalesa, el seu tractament no ha variat gaire en el decurs dels darrers anys, possiblement per la manca de coneixement sobre les bases moleculars de la seva resistència a les actuals estratègies anticanceroses. El juny de 2019, la FDA va aprovar l'ús del pembrolizumab per al tractament del CPCP en fase metastàtica. La lurbinectedina (un nou alcaloide sintètic que modifica el microambient tumoral necessari per la proliferació de les cèl·lules neoplàstiques) també ha estat autoritzada com a teràpia de segona línia en aquest tipus de càncer pulmonar.
Alguns adenocarcinomes pulmonars que tenen mutacions molt determinades i que són tractats amb inhibidors del domini tirosina-cinasa del receptor del factor de creixement epidèrmic poden transformar-se en CPCPs.